# Rytina (potok)
Rytina je potok v centrální části Českého středohoří a pravostranný přítok řeky Labe u Sebuzína u Ústí nad Labem, na jihu okresu Ústí nad Labem. Jeho správcem je státní podnik Lesy České republiky.

## Průběh toku
Rytina pramení na SV okraji přírodní památky Babinské louky u vylidněné osady Babiny I v nadmořské výšce okolo 545 metrů. Její tok směřuje západním směrem přes vesnici Čeřeniště, rozprostřenou v údolí mezi Babinskými loukami, Varhoštěm, Kupou a Modrým vrchem (dříve Matrý). Postupně se do ní vlévá několik krátkých bezejmenných přítoků, pod Čeřeništěm se zařezává do malebné soutěsky s bohatou lesní květenou a příkrými svahy. Přibližně jeden kilometr před ústím do Labe mírní průběh potoka regulované kaskády. V závěru svého toku Rytina podchází dvě významné komunikace pravobřežní strany labského údolí – železniční trať 072 (Lysá nad Labem – Ústí nad Labem) a silnici II/261 (Litoměřice – Ústí nad Labem). Do řeky Labe se vlévá u vesnice Sebuzín, jedné z okrajových místních částí Ústí nad Labem.

## Vodní režim
Potok se vyznačuje značným sklonem v posledních dvou kilometrech svého průběhu. Průměrný průtok činí 0,1 m3/s, v letním období asi třetinu tohoto množství. Při velké povodni z trvalého deště 7. srpna 2010 vykazoval průtok Qmax=30 m3/s (Q100=18,4 m3/s), ucpal oba mostní profily v obci Sebuzín mnoha desítkami tun kamení a bahna a vytvořil náplavový kužel v Labi o rozměrech asi 80×15–40 metrů (odpovídá přibližně 100 000 tun naplavenin).